# Рутки-Нове
Рутки-Нове (пол. Rutki Nowe) — деревня в Августовском повете Подляского воеводства Польши. Входит в состав гмины Августув. Находится примерно в 13 км к западу от города Августов. Через деревню проходит автодорога 16. На севере граничит с деревней Рутки-Старе. По данным переписи 2011 года, в деревне проживало 369 человек.